# Romany Malco
Romany Romanic Malco Jr. (Brooklyn, 1968. november 18. –) amerikai színész, szinkronszínész és zenei producer.
A No Ordinary Family című ABC-, illetve a Nancy ül a fűben című Showtime-sorozatban állandó szereplőként tűnt fel. Filmszereplései közt található a 40 éves szűz (2005), a Love Guru (2008), a Gondolkozz pasiaggyal! (2012), a Last Vegas (2013), a Gondolkozz pasiaggyal! 2. (2014) és az Esti iskola (2018).

## Élete
Malco a New York-i Brooklynban született. Családja Trinidad és Tobago származású.
Fiatalkorában a texasi Baytownba költöztek, és a Ross S. Sterling Középiskolába járt.[forrás?]
Malco 1987 és 1991 között az Egyesült Államok tengerészgyalogságánál szolgált.[forrás?]
2008-ban feleségül vette Taryn Dakha egykori korcsolyázót, aki Jessica Alba testdublőre volt. 2007-ben találkoztak a 2008-as Love Guru című film forgatásán.[forrás?]
2015-ben Malco úgy döntött, hogy Puerto Ricóba költözik, miközben ott forgatta a Mad Dogs című sorozatot. Az ABC The Chew című műsorában adott interjújában azt mondta, hogy "nem tudta otthagyni", és a szigeten élve úgy érezte, hogy "az álmát éli".
2021 januárjában, 52 évesen köszöntötte első gyermekét, egy Brave nevű fiút. 

## Filmográfia

### Film
| Év   | Magyar cím                  | Eredeti cím                     | Szerep                 | Magyar hang        |
| ---- | --------------------------- | ------------------------------- | ---------------------- | ------------------ |
| 1989 |                             | Opposites Attract               | Taboo (hangja)         |                    |
| 1990 |                             | Skat Strut                      | Taboo (hangja)         |                    |
| 1992 |                             | Big Time                        | Taboo (hangja)         |                    |
| 1999 |                             | Urban Menace                    | Syn                    |                    |
| 1999 |                             | Corrupt                         | fickó a snackbárban    |                    |
| 2000 |                             | The Wrecking Crew               | Chewy                  |                    |
| 2000 | Zsaroló a zsánerem          | The Prime Gig                   | Zeke                   |                    |
| 2001 |                             | The Château                     | Allen Rex Granville    |                    |
| 2001 | Másodpercekre a haláltól    | Ticker                          | T.J.                   | Széles Tamás       |
| 2002 |                             | White Boy                       | Mike Robinson          |                    |
| 2002 | A Szmokinger                | The Tuxedo                      | Mitch                  | Király Attila      |
| 2004 |                             | True Vinyl                      | Nite Owl               |                    |
| 2004 | Az ifjú Churchill kalandjai | Churchill: The Hollywood Years' | Denzil Eisenhower      | Bozsó Péter        |
| 2005 | 40 éves szűz                | The 40-Year-Old Virgin          | Jay                    | Pusztaszeri Kornél |
| 2006 | Csapd le Chipet!            | The Ex                          | Dr. Hakeem Oliver      |                    |
| 2007 | Jégi dicsőségünk            | Blades of Glory                 | Jesse                  | Varga Rókus        |
| 2008 | Bébi mama                   | Baby Mama                       | Oscar Priyan           | Király Attila      |
| 2008 | Love Guru                   | The Love Guru                   | Darren Roanoke         | Bozsó Péter        |
| 2010 |                             | Saint John of Las Vegas         | Virgil                 |                    |
| 2010 | Gulliver utazásai           | Gulliver's Travels              | fiatal Hank            |                    |
| 2011 | Egy kis Mennyország         | A Little Bit of Heaven          | Peter Cooper           | Varga Rókus        |
| 2012 | Gondolkozz pasiaggyal!      | Think Like a Man                | Zeke Freeman           | Varga Gábor        |
| 2012 | Gondolkozz pasiaggyal!      | Think Like a Man                | Zeke Freeman           | Bognár Tamás       |
| 2013 | Last Vegas                  | Last Vegas                      | Lonnie                 | Király Attila      |
| 2014 | Gondolkozz pasiaggyal! 2.   | Think Like a Man Too            | Zeke Freeman           | Varga Gábor        |
| 2014 | Az öt kedvenc               | Top Five                        | Benny Barnes           | Király Attila      |
| 2015 |                             | The DUFF                        | Buchanon igazgató      |                    |
| 2016 | A béranya                   | When the Bough Breaks           | Todd                   |                    |
| 2016 |                             | Almost Christmas                | Christian Meyers       |                    |
| 2018 | Esti iskola                 | Night School                    | Jaylen                 | Zöld Csaba         |
| 2018 |                             | Prison Logic                    | Tijuana Jackson        |                    |
| 2019 | A karácsony igazi öröme     | Holiday Rush                    | Rashon "Rush" Williams | Kálid Artúr        |

### Televízió
| Év        | Magyar cím               | Eredeti cím                    | Szerep                  | Megjegyzések                           |
| --------- | ------------------------ | ------------------------------ | ----------------------- | -------------------------------------- |
| 1998      | Angyali érintés          | Touched by an Angel            | Bulldog                 | 1 epizód                               |
| 1998      |                          | For Your Love                  | Frank "Heavyhands" Cato | 1 epizód                               |
| 2000–2001 |                          | Level 9                        | Jerry Hooten            | állandó szereplő (12 epizód)           |
| 2001      | MC Hammer igaz története | Too Legit: The MC Hammer Story | MC Hammer               | tévéfilm                               |
| 2003      |                          | Miss Match                     | Master Z                | 1 epizód                               |
| 2005–2012 | Nancy ül a fűben         | Weeds                          | Conrad Shepard          | állandó- és vendégszereplő (38 epizód) |
| 2006      | Amerikai fater           | American Dad!                  | több szereplő hangja    | 1 epizód                               |
| 2009      | Író és kamuhős           | Bored to Death                 | meleg eszkort           | 1 epizód                               |
| 2010      | Halálosan komolytalan    | Funny or Die Presents...       | Tijuana Jackson         | 3 epizód                               |
| 2010–2011 |                          | No Ordinary Family             | George St. Cloud        | állandó szereplő (20 epizód)           |
| 2011      | A férjem védelmében      | The Good Wife                  | Justin Coyne            | 3 epizód                               |
| 2012      |                          | Unsupervised                   | Darius (hangja)         | állandó szereplő (13 epizód)           |
| 2013      |                          | Real Husbands of Hollywood     | önmaga                  | 2 epizód                               |
| 2015–2016 | Blunt Talk               | Blunt Talk                     | Bob Gardner             | 12 epizód                              |
| 2015–2016 |                          | Mad Dogs                       | Gus                     | állandó szereplő (10 epizód)           |
| 2018–2023 |                          | A Million Little Things        | Rome Howard             | állandó szereplő                       |

## Fordítás
- Ez a szócikk részben vagy egészben  a   Romany Malco című angol Wikipédia-szócikk fordításán alapul.  Az eredeti cikk szerkesztőit annak laptörténete sorolja fel. Ez a jelzés csupán a megfogalmazás eredetét és a szerzői jogokat jelzi, nem szolgál a cikkben szereplő információk forrásmegjelöléseként.